# Museu Municipal de Fotografia João Carpinteiro
O Museu Municipal de Fotografia João Carpinteiro é um museu de fotografia situado na cidade portuguesa de Elvas no Distrito de Portalegre.

## Instalações
Fica no no antigo edifício do Cinema Central. 
Possui salas de exposição, nomeadamente a sala da História da Fotografia, a sala do Coleccionador e a sala da Colecção. 
Possui também um laboratório para revelação de fotografias a preto e branco e uma pequena biblioteca com temática da fotografia.
O banco de imagens  conta com cerca de 2750 fotografias (digitalizadas) de Elvas Militar, Religiosa, Monumental e de outras actividades e eventos ligados a cidade.

## Funcionamento
Não fica aberto nos dias: 1 de Janeiro, Domingos de Páscoa, 1 de Maio e 25 de Dezembro.